# Jan Kubata
Jan Kubata (* 2. května 1967 Karlovy Vary) je český politik a v letech 2011 až 2013 člen Poslanecké sněmovny za ODS. V minulosti byl primátorem Ústí nad Labem.

## Biografie
V mládí se závodně věnoval běhu na lyžích. Od roku 1977 byl členem tréninkového střediska mládeže při Slovanu Karlovy Vary. V letech 1983 až 1985 trénoval pod vedením Stanislava Frühaufa a Jana Žáka ve Středisku vrcholového sportu mládeže na Zadově, odkud přestoupil do SVS Jablonec na Nisou. V letech 1985 až 1987 byl členem juniorského reprezentačního družstva v běhu na lyžích a několikanásobným mistrem republiky.
Po absolvování Sportovního gymnázia ve Vimperku (1985) dokončil v roce 1992 studium na Pedagogické fakultě Univerzity Jana Evangelisty Purkyně v Ústí nad Labem a nastoupil jako učitel tělocviku a zeměpisu na gymnáziu v Karlových Varech. Poté působil jako zaměstnanec firmy Skloba a následně jako soukromý podnikatel. V roce 1998 se stal členem ODS.
V roce 2002 byl zvolen zastupitelem města Ústí nad Labem a následně členem Rady města. Roku 2003 se stal předsedou ústecké oblastní organizace ODS. O rok později byl zvolen krajským zastupitelem. Téhož roku se stal náměstkem primátora.
V letech 2003 až 2007 byl předsedou představenstva hokejového klubu HC Slovan Ústečtí Lvi, poté do roku 2010 předsedou představenstva Dopravního podniku města Ústí nad Labem. Také byl členem představenstev dalších podniků. V současnosti je členem dozorčí rady firmy Severočeské vodovody a kanalizace.
V červnu 2006 se stal primátorem Ústí nad Labem po odstoupení Petra Gandaloviče. Svou pozici obhájil po komunálních volbách téhož roku z pozice lídra vítězné kandidátky ODS.
V lednu 2008 při extraligovém zápase mezi hokejisty Ústí nad Labem a Vítkovic vulgárně napadl rozhodčí a vyhrožoval jim. Později se za své chování omluvil.
Roku 2010 byl jmenován náměstkem ministra spravedlnosti ČR Jiřího Pospíšila pro vězeňství. Po odstoupení Martina Kocourka se o něm spekulovalo jako o možném ministrovi průmyslu.
Po odstoupení poslance Petra Gandaloviče se v roce 2011 stal členem Poslanecké sněmovny a tudíž se musel vzdát funkce náměstka ministra. Byl členem Výboru pro evropské záležitosti, Hospodářského výboru, místopředsedou Výboru pro vězeňství a vedoucím stálé delegace do Meziparlamentní unie.
V lednu 2013 odstoupil z funkce předsedy ODS v Ústeckém kraji. Zdůvodnil to neúspěchem v krajských volbách a osobními důvody.
Jan Kubata je ženatý a má dvě děti. Mluví německy a rusky.